# Nereis
Nereis ist eine Gattung der Vielborster aus der Familie der Nereidae. Sie besteht aus über 700, meist aquatisch lebenden Arten.
Ihre der Fortbewegung dienenden Parapodien sind durch zungenförmige dorsale und ventrale Lappen gekennzeichnet. Charakteristisch sind weiterhin ihre vier Augen und die zwei Antennen am Kopfende sowie die kräftigen Kieferzangen im weit vorstülpbaren Ösophagus.
Der Name kommt von Meeresnymphen der griechischen Mythologie, den Nereiden (Einzahl Nereís).

## Systematik
Innerhalb der Familie der Nereididae und der Unterfamilie der Nereidinae wurde die Gattung Nereis erstmals im Jahr 1758 von Carl von Linné beschrieben.
Früher wurden weitere Arten, wie der Schillernder Seeringelwurm Hediste diversicolor oder der Grüne Seeringelwurm (Alitta virens) fälschlich zur Gattung Nereis gezählt.
Es gibt über 100 anerkannte Arten, von denen jedoch bisher nur der Braune Seeringelwurm Nereis pelagica hier eine Beschreibung hat.
Einige weitere Arten sind:
- Nereis fucata (Savigny in Lamarck, 1818)
- Nereis onychophora Horst, 1918
- Nereis sandersi Blake, 1985
- Nereis vexillosa Grube, 1851